# ジンファンデル
ジンファンデル (Zinfandel、プリミティーヴォ (Primitivo)でも知られる) は主にアメリカ西海岸のカリフォルニア州を中心に栽培されている、赤ワイン用ぶどう品種である。イタリア共和国南部のプッリャなどでも栽培されているが、その場合プリミティーヴォと呼ばれることが多い。
DNA解析によって遺伝子学的にはクロアチアで栽培されていたマイナーな品種であるツーリエンナーク・カーステラーンスキー (Crljenak Kaštelanski、Tribidragとも)が18世紀にアドリア海を超えてイタリア半島にもたらされて「プリミティーヴォ」と呼ばれるようになり、また別のルートで19世紀中頃にアメリカ合衆国に移入されたものが後に、オーストリア由来の名前を付けられ、「ジンファンデル」と呼ばれるようになったと考えられている。カリフォルニア州で栽培されるワイン用ブドウ品種の10%以上がジンファンデルである。
イタリア語名のプリミティーヴォは、「最初の」、「一番目の」の意味からで、この品種が比較的早く熟すことによる。

## 栽培の現状

### アメリカ
カリフォルニアで主に栽培されており、カベルネ・ソーヴィニョン、メルローと並ぶ重要な赤ワイン用ぶどう品種になっている。
1980年代まではブレンド用のワインの原料として栽培されていたが、1990年代に入り栽培・醸造技術の進化とともに高級ワインの原料としても利用されるようになった。
ジンファンデルからはボディの強い赤ワインが醸造される。ジンファンデルの味わいはぶどうの熟成度合いと産地によって変わる。ラズベリーのような赤いベリーの香りはナパバレーのような寒冷な地域で収穫されたブドウから生まれる。ブラックベリー、アニス、黒胡椒のような香りはより暖かい地域のワインから生まれる。カリフォルニアではジンファンデルワインはリカーショップのみならずスーパーマーケットでも手軽に購入することの出来る赤ワインだが、日本では一部のインターネット販売や大型酒販店を除き、あまり販売されていない。ただし、アメリカではロゼタイプの「ホワイト・ジンファンデル」（後述）の方がジンファンデルの赤ワインより6倍売れている。ジンファンデルは糖分含有量が多いため、ワインとしてのアルコール度数は15%を超えることもある。

### イタリア
イタリア半島の、長靴のかかとに当たるプーリア州を中心に栽培されている。概してイタリアワインは酸味が強いが、プリミティーヴォのワインは特に強い。色合いも濃く、木いちごなどの香りを持った力強い味わいであるが、まだDOCG、DOCクラスのものは少なく、セパージュを名乗るワインには、IGTクラスが多い。

## 歴史

### アメリカへの伝播
1822年にニューヨークの苗木商のジョージ・ギブスがオーストリアの苗木商から取り寄せた28種の苗木の中に含まれていたのが、最も早い輸入事例と考えられている。ギブスからこれらの品種の苗木を購入したロングアイランドの苗木商、ウィリアム・ロバート・プリンスが、ハンガリー産とされていた黒ブドウの品種に「ブラック・ジンファーデル・オブ・ハンガリー(Black Zinfardel of Hungary)」という商品名を与えてカタログ販売を行ったことが、「ジンファンデル」の名の由来とされる。その後、プリンスと取引のあった園芸家のジョン・フィスク・アレンが「ジンファーデル」から「ジンファンデル」への改称を提案し、「ジンファンデル」の名称が誕生した。また同じ品種が「ブラック・セント・ピーターズ(Black St. Peters)」の名前で販売されることもあった。
19世紀前半には主に東海岸で栽培されていたが、19世紀後半にはカリフォルニアでも「ブラック・セント・ピーターズ」の栽培記録が出現する。これらの苗木は東海岸より買い付けられたものと推測されている。後にジンファンデルの名称が普及すると、ブラック・セント・ピーターズとして栽培されていた畑の木もジンファンデルと呼ばれるようになった（この時期には「ジンファンダル(Zinfandal)」「ジンフェンサル(Zinfenthal)」などの綴りも見られる）。
一方、19世紀後半には東海岸でも温室を必要としないコンコードが普及し、ジンファンデルの東海岸での人気は衰えた。
1880年代にはカリフォルニアで最も人気のある品種がジンファンデルとなっていた。
なお、異説としてアゴストン・ハラジーというハンガリー人がメキシコ政府から依頼されてヨーロッパから輸入したブドウの中にジンファンデル種が含まれていたという説もある。

### 禁酒法
1919年にアメリカで禁酒法が制定されるとアメリカのワイン産業は壊滅した。しかし自家醸造は一定量までは規制の対象外であったため、ブドウジュースの形で出荷されて各家庭で醸造されてワインになる果汁の生産量はカリフォルニアでは逆に増加し、ジンファンデルの栽培数も禁酒法の時代に増加した。

### ホワイト・ジンファンデル
1973年、ナパ郡のサター・ホーム・ワイナリーは不作であったジンファンデルの果皮を一部のタンクに集めた醸造を行った結果、果皮無しの醸造となったタンクではピンク色の甘いワインが偶発的に生まれた。このワインはホワイト・ジンファンデルと名付けられた。1975年にも醸造に失敗したタンクを同じくホワイト・ジンファンデルの名で売りだしたところ、予想外のヒットとなった。
ホワイト・ジンファンデルは1973年には220ケースの出荷であったが、1981年には25000ケース、1989年には370万ケースを出荷するなど、1990年代以降の高級ワインブーム以前のアメリカでは大きな市場を占めた。